# پارک ملی دو هوگه ولوو
پارک ملی دو هوگه ولوو (به هلندی: Nationaal Park De Hoge Veluwe) یک منطقهٔ مسکونی و جنگل در هلند است که در ایده (هلند) واقع شده‌است.